# IC 4017
IC 4017 је спирална галаксија у сазвјежђу Береникина коса која се налази на листи објеката дубоког неба у Индекс каталогу.
Деклинација објекта је + 22° 33' 20" а ректасцензија 13h 0m 15,8s. Привидна величина (магнитуда) објекта IC 4017 износи 15,4 а фотографска магнитуда 16,2.